# بوعز کریمر
 بوعز کریمر (انگلیسی: Boaz Kramer؛ زاده ۱۲ ژانویهٔ ۱۹۷۸) یک تنیس‌باز اهل اسرائیل است. 